# Thambemyia acrosticalis
Thambemyia acrosticalis är en tvåvingeart som först beskrevs av Octave Parent 1937.  Thambemyia acrosticalis ingår i släktet Thambemyia och familjen styltflugor. Inga underarter finns listade i Catalogue of Life.